# Саровский физико-технический институт
Это статья о Саровском филиале МИФИ. Для просмотра статьи о Снежинском физико-техническом институте см. СФТИ
СарФТИ НИЯУ МИФИ расположен в городе Саров (бывший Арзамас-16).

## История института
В 1952 году был организован филиал Московского инженерно-физического института (МИФИ), для подготовки высококвалифицированных инженерных кадров для РФЯЦ ВНИИЭФ.
С самого начала к учебному процессу были подключены самые крупные ученые ВНИИЭФ, многие из них впоследствии стали академиками АН СССР (Ю. Б. Харитон, Е. И. Забабахин, И. Е. Тамм, Я. Б. Зельдович, Е. К. Завойский, К. И. Щелкин).
Консультационный совет являлся основной учебной организацией на объекте. Задачами Консультационного совета были:
- Организация и руководство подготовкой специалистов с высшим образованием без отрыва от производства по учебным планам, программам, методическим и инструктивным указаниям заочных учебных заведений Министерства высшего образования СССР;
- Организация и руководство подготовкой научных кадров без отрыва от производства через аспирантуру.

Фактически это было заочное высшее учебное заведение. Подготовка специалистов велась по специальности «Электроника и автоматика» (приборы и методы обслуживания физико-энергетических и др. установок).
Интересным являлся тот факт, что обучение студентов было платным: плата за обучение устанавливалась в размере 200 руб. в год.
Состав первой Государственной экзаменационной комиссии был утвержден в 1953 году. Состав ГЭК:
- Харитон Ю. Б. — чл. корр. АН СССР, председатель;
- Забабахин Е. И. — д. ф.-м. н., член ГЭК;
- Негин Е. А. — к. т. н., член ГЭК;
- Алексеев Ю. Ф. — к. т. н., член ГЭК;
- Попов Н. А. — ст. инженер, член ГЭК.

23 апреля 1953 года прошла защита дипломных проектов первых пяти студентов Московского механического института. Это:
- Орлов В. К. (руководитель Захаренков А. Д.)
- Григорьев Ф. В. (рук-ль к. ф.-м. н. Альтпеуллер Л. В.)
- Косаганов Ю. Н. (рук-ль к. т. н. Феоктистова Е. А.)
- Литвинов Б. В. (рук-ль к. ф.-м. н. Тарасов Д. М.)
- Ратников В. П. (рук-ль к. т. н. Некруткин В. М.).
- Литвинов Б. В. — ныне является научным руководителем РФЯЦ-ВНИИТФ (г. Снежинск), академик РАН.

По инициативе академиков Харитона, Зельдовича, чл. корр. АН СССР Кормера и других в 1952 году на базе Консультационного совета был организован вечерний институт: вечернее отделение № 4 МИФИ (МИФИ-4).
В 1953-54 уч. году в МИФИ-4 работало всего 5 штатных преподавателей, в том числе и нынешний профессор кафедры физики, д. т. н. Березин И. А.
В качестве штатных совместителей преподавательскую работу вели академики Негин Е. А., Михайлов В. М., профессора, доктора наук Франк-Каменецкий Д. А., Цукерман В. А., Бабаев Ю. Н., Мохов В. Н., Софронов И. Д., Новиков С. А., Урм В. Я. и многие другие. В организации лаборатории ядерной физики, а затем и кафедры мощной импульсной электрофизики большое участие принимал академик Павловский А. И.
КБ-2 ВНИИЭФ, возглавляемое Кочарянцем С. Г., было основным потребителем радиоэлектронщиков, и Самвел Григорьевич активно поддерживал кафедру электроники и радиотехники.
Директорами отделения № 4 МИФИ в разное время были:
- Тарасов Диодор Михайлович;
- Владимир Васильевич Малыгин[1]
- Сазонов Александр Афанасьевич;
- Брытков Юрий Константинович;
- Валуев Василий Степанович;
- Кузнецов Алексей Васильевич.

В 1956 году был осуществлен первый выпуск студентов вечернего отделения № 4 МИФИ по специальности «Электроника и автоматика» в количестве 24 человек.
В 1971/72 учебном году в отделении № 4 МИФИ была введена так называемая «индивидуальная форма обучения». Сначала 1 группа студентов (25 человек), а впоследствии 3 группы студентов (75 человек) были переведены на следующую схему обучения:
- 3 года — по дневной форме обучения;
- 3 года — по вечерней форме обучения.

После 3 курса все студенты распределялись на работу на базовые предприятия: ВНИИЭФ и з-д «Авангард».
В связи с резким сокращением притока молодых специалистов из ведущих вузов страны в РФЯЦ-ВНИИЭФ, в конце 80-х годов руководством СарФТИ и РФЯЦ-ВНИИЭФ стали предприниматься активные действия по кардинальному преобразованию всей системы профессионального образования в г. Сарове. В основу было положено максимально возможное вовлечение научно-технического потенциала РФЯЦ-ВНИИЭФ в высшее образование. Накопленный опыт взаимодействия позволил СарФТИ и РФЯЦ-ВНИИЭФ создать в 1991 г. в СарФТИ уникальное учебно-научное подразделение — «специальный факультет РФЯЦ» (ныне физико-технический факультет), готовящий кадры для основных теоретических и научно-экспериментальных подразделений РФЯЦ-ВНИИЭФ.
Особенности построения физико-технического факультета:
- 7 выпускающих кафедр университетского профиля, полностью укомплектованные преподавателями — ведущими учеными РФЯЦ-ВНИИЭФ.;
- Индивидуальный принцип подготовки специалистов (группы студентов по 5-7 человек, отбор — наиболее способных студентов после I—II курсов);
- Массовое (практически 100 % студентов) вовлечение студентов после III—IV курсов в научно-исследовательскую работу;
- 100 % распределение студентов (как правило, после III—IV курса) в РФЯЦ-ВНИИЭФ;
- Число студентов ~ 300 человек;
- Состав преподавателей: 115 — штатные совместители (0,5 ставки), из них 83 — доктора и кандидаты наук; более 100 почасовиков.

С целью повышения качества подготовки специалистов среднего профессионального образования (техников) Саровский политехнический техникум был введен в состав СарФТИ на правах структурного подразделения — Приказ Минатома России от 28.12.98 г. № 841.
Создание в конце 90-х на базе СарФТИ Учебно-научного центра Минатома, объединяющего большинство кафедр и учебно-исследовательских лабораторий института и научно-исследовательских лабораторий и экспериментальных площадок РФЯЦ-ВНИИЭФ, позволило включить в образовательный процесс значительный потенциал РФЯЦ-ВНИИЭФ и тем самым расширить номенклатуру специальностей и существенно повысить уровень подготовки студентов.
В настоящее время СарФТИ фактически является базовым вузом РФЯЦ-ВНИИЭФ: более половины молодых специалистов, ежегодно принимаемых в Ядерный центр — выпускники нашего института.
В 2002 г. для РФЯЦ-ВНИИЭФ подготовлено:
- физиков-теоретиков — 5 чел.;
- физиков-экспериментаторов — 8 чел.;
- физиков-лазерщиков — 10 чел.;
- математиков-прикладников — 21 чел.;
- инженеров-исследователей (динамика и прочность) — 15 чел.;
- инженеров-системотехников — 37 чел.;
- инженеров-электронщиков — 19 чел.;
- инженеров-электромехаников — 9 чел.;
- конструкторов РЭА — 20 чел.;
- экономисты (информационные системы в экономике) — 35 чел.
  - Всего — 179 специалистов.

УНЦ Минатома послужил отличной площадкой для отладки механизма вовлечения фундаментальной ядерно-оружейной науки в высшее образование. Следующий этап — это этап более активной интеграции высшего образования с передовыми фундаментальными и прикладными исследованиями, ибо «наука и образование давно исчерпали ресурс автономного друг от друга развития и не могут больше считаться самодостаточными системами» (В. Е. Шукшунов).
Если в структурах типа «Учебно-научный центр» высшее образование интегрируется с фундаментальной наукой с целью, прежде всего, повышения качества высшего образования, то переход к структурам «Научно-образовательный центр» позволит развивать в них передовые по мировым меркам целевые научные направления с активным вовлечением в исследования студентов, аспирантов, что создает благоприятные условия для роста нового поколения ученых.
Поэтому следующим этапом развития СарФТИ стало создание в рамках УНЦ Минатома сети Научно-образовательных центров (НОЦ), объединяющих профилирующие и выпускающие кафедры, учебные и учебно-исследовательские лаборатории в комплексы, в которых глубоко соединены образовательные и целевые научные программы.
Саровский государственный физико-технический институт реорганизован путём присоединения к Федеральному государственному бюджетному образовательному учреждению высшего профессионального образования "Национальный исследовательский ядерный университет «МИФИ» 18 декабря 2009 года.

## Факультеты
В настоящее время в СарФТИ НИЯУ МИФИ существуют следующие факультеты:
- Физико-технический факультет (ФТФ), декан — доктор физико-математических наук А. К. Чернышев;
- Факультет информационных технологий и электроники (ФИТЭ), декан — кандидат физико-математических наук, доцент В. С. Холушкин;
- Экономико-математический факультет (ЭМФ), декан факультета — кандидат экономических наук, профессор Г. Д. Беляева;
- Гуманитарный факультет (ГФ), декан — доктор философских наук, профессор Скрыпник Анатолий Петрович;
- Факультет повышения квалификации (ФПК), декан — кандидат экономических наук, доцент Г. А. Федоренко;
- Факультет довузовской подготовки (ФДП), декан — кандидат технических наук, доцент Кузнецов Пётр Германович;
- Политехникум СарФТИ, заведующая учебной частью — И. Г. Суворова.

Подготовка специалистов факультета ФТФ осуществляется на кафедрах, образованных на базе ведущих подразделений РФЯЦ-ВНИИЭФ:
- Прикладной математики (заведующий кафедрой д. ф.-м. н., профессор Р. М. Шагалиев);
- Теоретической физики (заведующий кафедрой д. ф.-м. н., академик РАН, Р. И. Илькаев);
- Экспериментальной физики (заведующий кафедрой д. ф.-м. н., профессор В. И. Карелин);
- Теоретической и экспериментальной механики (заведующий кафедрой д. т. н., профессор А. Л. Михайлов);
- Радиофизики и электроники (заведующий кафедрой д. т. н., доцент Д. Б. Николаев);
- Квантовой электроники (заведующий кафедрой д. ф.-м. н., С. Г. Гаранин);
- Специального приборостроения (заведующий кафедрой Г. В. Комаров);
- Специального машиностроения (заведующий кафедрой д. т. н., профессор Ю. К. Завалишин).

B составе факультета ФИТЭ 7 кафедр, 3 из которых выпускающие:
- кафедра вычислительной и информационной техники (заведующий кафедрой к. ф.-м. н., доцент В. С. Холушкин);
- кафедра электроники (заведующий кафедрой к. т. н., профессор Ю. П. Щербак);
- кафедра машиностроения (заведующий кафедрой, д. т. н, профессор Ю. К. Завалишин);
- кафедра высшей математики (заведующий кафедрой д. ф.-м. н, профессор Чернявский Виктор Павлович);
- кафедра общей физики (заведующий кафедрой д. ф.-м. н., профессор Косяк Е. Г.);
- кафедра общетехнических дисциплин (заведующий кафедрой к. ф.-м. н, доцент Ю. В. Батьков);
- кафедра физического воспитания (заведующий кафедрой А. Ю. Колганов).

В состав ЭМФ входят:
- Кафедра экономической теории и конкретной экономики;
- Кафедра математических методов и исследования операций в экономике;
- Кафедра информационных систем в экономике;
- Кафедра стратегического управления;
- Лаборатория новых информационных технологий.

В состав гуманитарного факультета входят следующие кафедры:
- Кафедра философии и истории (заведующий кафедрой — доктор философских наук, профессор А. П. Скрыпник);
- Кафедра теологии (заведующий кафедрой — кандидат исторических наук, доцент О. В. Савченко);
- Кафедра иностранных языков (заведующий кафедрой — А. В. Тимофеев);
- Кафедра психологии (заведующий кафедрой — доктор психологических наук, доцент Н. В. Володько).